# Torped 65-73
Torped 65-73 var en sovjetisk/rysk kärnvapenladdad tung torped utvecklad för att från långt avstånd anfalla hangarfartyg.

## Bakgrund
Amerikanska hangarfartygsgrupper har under hela kalla kriget varit prioriterade mål för Sovjetunionens flotta. Hangarfartyg är stora, snabba och välförsvarade mål vilket gör dem svårbekämpade. Ett sätt att trots det lyckas sänka ett hangarfartyg var att använda kärnvapen. Sovjetunionens första kärnvapentorped, Torped 53-58, hade dock för kort räckvidd för att vara effektiv. För att ge torpeden tillräcklig räckvidd valde konstruktionsbyrån Gidropribor att öka diametern på torpeden från 533 mm till 650 mm, något som nästan fördubblade torpedens volym. Det krävde också att ubåtarna som skulle använda torpeden utrustades med grövre torpedtuber.

## Konstruktion
Torped 65-73 är i princip en uppskalad Torped 53-65 med en 20 kilotons kärnladdning. Torpeden saknar målsökare och går på en rak förinställd kurs med hjälp av tröghetsnavigering. Laddningen utlöses på ett förutbestämt avstånd med ett mekaniskt tidur.
Torped 65-73 har också utvecklats till en konventionell målsökande torped kallad Torped 65-76.